# 범어사 목제어피인통
부산 범어사 목제어피인통(釜山 梵魚寺 木製魚皮印筒)은 부산광역시 금정구 범어사에 소장되어 있는 조선후기 인통(印筒)이다. 2003년 9월 16일 부산광역시의 문화재자료 제24호로 지정되었다.

## 개요
범어사에 소장되어 있는 조선후기 인통(印筒)이다.
이 인통은 정방형에 가까운 몸체와 앞면에서 볼 때 사다리꼴을 한 우진각형 뚜껑으로 이루어져 있다. 기본 골격은 나무이고 그 표면을 어피(魚皮), 즉 물고기의 가죽으로 감싼 후 각 모서리마다 황동 장석(匠錫)으로 마감하였다.
정면에는 선각된 당초문 무늬로 채워진 보상화 무늬 앞바탕에 배목과 고리가 있으며, 특히 앞바탕 좌우 공간에 ‘신인(信印)’이라는 선각된 두 글자가 부착되어 있다. 또한 몸체 아랫쪽 2군데에는 보상화형 감잡이를, 좌·우 측면에는 윗쪽에 활 모양의 손걸이와 아랫쪽에 ㄷ자형 손걸이가 있으며, 후면에는 경첩 2개가 부착되어 있다.
뚜껑의 꼭지에는 3장의 꽃잎 모양의 판을 끼운 후 13각으로 이루어진 보주형(寶珠形) 손잡이가 장식되어 있다.
범어사 목제 어피 인통은 활달한 선각 당초문의 장석과 함께 나름대로 인통의 원형을 남기고 있어 조선후기 정교한 불교공예 진수를 보여주는 귀중한 자료이다. 또한 오랜 역사를 지닌 대찰(大刹)에서 조선후기에 제작하여 간혹 전해지는 불교공예품으로 현존 사례가 드문 유물이다.

## 참고 자료
- 부산 범어사 목제어피인통 - 국가유산청 국가유산포털